# Norsk biografisk leksikon
Norsk biografisk leksikon er det største norske biografiske opslagsværk. 
Værkets første udgave (NBL1) udkom i årene 1921–1983, med i alt 19 bind og 5.102 artikler. Udgiver var Aschehoug, og værket blev udgivet med økonomisk støtte fra staten.
Kunnskapsforlaget overtog rettighederne til NBL1 fra Aschehoug i 1995, og efter et forprojekt 1996–97 begyndte arbejdet med en ny udgave af værket i 1998. Projektet har fået økonomisk støtte fra institutionen Fritt Ord og Kulturdepartementet, og værkets 2. udgave – NBL2 – udkom i 10 bind og 5.850 artikler i årene 1999–2005. I 2006 begyndte arbejdet med en elektronisk udgave af NBL2. Dette projekt modtog også støtte fra Fritt Ord og Kulturdepartementet. Værket er fra 2009 og er et gratis netsted, som er en del af snl.no. Denne udgave indeholder næsten 5.840 artikler. Frem til 2005 modtog projektet 27 millioner kroner i støtte.
Da det redaktionelle arbejde med den nye udgave af NBL gik i gang i 1995, var udgangspunktet at udvælge 6.000 personer fra de 11.000 som havde artikel i Store norske leksikon. Listen blev gennemgået af mere end hundrede fagkonsulenter, før listen over biografiværdige personer blev gennemgået af forlagsredaktionen og redaktionsrådet. Desuden kom der også forslag fra værkets 1.330 forfattere. Redaktionsrådet blev ledet af Knut Helle. Af økonomiske og pladsmæssige hensyn blev længden på biografierne standardiseret, og denne begrænsning har internetudgaven af værket «arvet».[kilde mangler]
Andelen biograferede kvinder var 4,9 % i NBL1 og 14 % i NBL2.